# Go-Komatsu
L'empereur Go-Komatsu (後小松天皇, Go-Komatsu Tennō, 1er août 1377 – 1er décembre 1433) est le sixième des prétendants de la Cour du Nord du Japon, du 24 mai 1382 au 21 octobre 1392, puis le 100e empereur du Japon de cette date au 5 octobre 1412.
Son nom personnel est Motohito (幹仁). Son nom posthume lui a été donné en mémoire de celui de l'empereur Kōkō, qui est aussi appelé Komatsu (on peut traduire le préfixe Go- (後) par « postérieur », ce qui donne donc « Empereur Komatsu  postérieur ».) Il reçoit ce nom car tous deux ont ramené le trône à leur lignée : dans le cas de Go-Komatsu, en vainquant ses rivaux de la Cour du Sud, et dans le cas de l'empereur Kōkō, en succédant à l'empereur Yōzei, petit-fils de son frère aîné.

## Généalogie
Go-Komatsu était le fils aîné de son prédécesseur Go-En'yū. Sa mère était Tsūyōmonin no Itsuko (通陽門院厳子), fille du gardien du sceau impérial Kimitada Sanjō (三条公忠, Sanjō Kimitada). Il eut plusieurs enfants, parmi lesquels son héritier l'empereur Shōkō et le moine zen Ikkyū Sōjun (illégitime, d'une fille d'un vassal de la Cour du Sud). Il adopta également le prince Hikohito (petit-fils du prétendant du Nord Sukō et futur empereur Go-Hanazono).

## Biographie
Go-Komatsu est élevé dans la maison de Sukenori Hino (日野西資教, Hino Sukenori). Il devient empereur du Nord lorsque son père Go-En'yū abdique. Ce dernier devient alors empereur retiré, avec l'aide du shogun Yoshimitsu Ashikaga. En 1392, à la suite de la réunification des deux cours du Nord et du Sud, l'empereur du Sud Go-Kameyama rend les trois trésors sacrés, mettant fin à la Cour du Sud et faisant de Go-Komatsu l'empereur légitime du Japon, le 21 octobre 1392, à condition que le trône alterne entre les deux lignées tous les dix ans.
Cependant l'accord n'est pas respecté. Go-Komatsu n'abdiquant qu'en 1412, c'est son propre fils qui monte sur le trône en tant qu'empereur Shōkō, et tous les empereurs ultérieurs descendent de la lignée du Nord. Jusqu'en 1911, les empereurs de la Cour du Nord étaient donc considérés comme les empereurs légitimes et la Cour du Sud comme illégitime. Cependant, une décision du gouvernement a changé cet état de fait, et c'est maintenant la Cour du Sud qui est considérée comme légitime, ayant été en possession du Trésor impérial du Japon. De ce fait, Go-Komatsu n'est pas considéré comme légitime pour les dix premières années de son règne.

## Ères de son règne
Ères de son règne :
- Cour du Nord :
  - ère Eitoku ;
  - ère Shitoku ;
  - ère Kakei ;
  - ère Kōō ;
- Cour du Sud :
  - ère Kōwa ;
  - ère Genchū ;
- Cour réunifiée :
  - ère Meitoku ;
  - ère Ōei.

## Rivaux de la Cour du Sud
- Chōkei
- Go-Kameyama

## Sources
- (en) Cet article est partiellement ou en totalité issu de l’article de Wikipédia en anglais intitulé « Emperor Go-Komatsu » (voir la liste des auteurs).